# Celebrity Beyond
Die Celebrity Beyond ist ein Kreuzfahrtschiff der US-amerikanischen Reederei Celebrity Cruises, das seinen Namen vom Slogan des Unternehmens hat. Das auf der Werft Chantiers de l’Atlantique gebaute und im April 2022 in Dienst gestellte Schiff ist das dritte Schiff der Edge-Klasse.

## Geschichte

### Planung
Am 25. Mai 2016 gab Royal Caribbean Cruises, Muttergesellschaft von Celebrity Cruises, bekannt, dass sie eine Absichtserklärung mit der STX Corporation (damals Eigentümer von Chantiers) für das dritte und vierte Schiff der Edge-Klasse unterzeichnet hatte. Die Ablieferung war zunächst für Herbst 2021 und Herbst 2022 vorgesehen.

### Konstruktion
Der erste Stahlschnitt des dritten Schiffes der Edge-Klasse, der Celebrity Beyond, fand am 28. Januar 2020 statt. Zu diesem Zeitpunkt gab Celebrity Cruises den Namen des Schiffes bekannt. Gleichzeitig wurde bekanntgegeben, dass das Schiff und das Schwesterschiff Celebrity Ascent eine Weiterentwicklung der Edge-Klasse und über eine höhere Vermessung, eine größere Länge und eine höhere Passagierkapazität verfügen würden.
Im August 2020 wurde bekannt gegeben, dass sich die Ablieferung der Celebrity Beyond (wie auch die für die Reederei Royal Caribbean International ebenfalls bei Chantiers de l’Atlantique im Bau befindliche Wonder of the Seas) aufgrund von Unterbrechungen beim Bau aufgrund der COVID-19-Pandemie um etwa 10 Monate verzögern würde.
Die Kiellegung des Schiffes erfolgte am 19. November 2020, Die Maschinenraumsektion des Schiffes entstand im Jahr 2020 bei der Crist-Werft in Polen und wurde schwimmend nach Frankreich überführt. Das Aufschwimmen des Schiffes im Baudock am 31. März 2021. Die Fertigstellung des Schiffes erfolgte am 6. April 2022.

### Jungfernfahrt
Das Schiff kam am 21. April 2022 im Southampton an. Von hier begann am 27. April 2022 die Jungfernfahrt des Schiffes über La Rochelle, Bilbao, Lissabon, Cádiz, Málaga und Palma nach Barcelona.
Am 10. Mai 2022 gab Celebrity Cruises bekannt, dass die Turnerin Simone Biles die Taufpatin des Schiffes sein wird. Die Taufe fand am 4. November 2022 in Florida statt.

## Technische Daten
Das Schiff wird dieselelektrisch angetrieben. Für die Stromerzeugung stehen zwei Wärtsilä-W12V46F-Dieselgeneratoren, zwei Wärtsilä-W8L46F-Dieselgeneratoren und ein Wärtsilä-W12V32-Dieselgenerator zur Verfügung.
Das Schiff ist mit vier Querstrahlsteueranlagen ausgestattet.
Die Passagierkapazität beträgt bei Doppelbelegung der Kabinen 3260 Personen. Die maximale Passagierkapazität des Schiffes beträgt 3937 Personen. Die Mannschaftsstärke beläuft sich auf 1416 Personen.